# Anna da dimenticare
Anna da dimenticare è un album del complesso musicale italiano I Nuovi Angeli, pubblicato dall'etichetta discografica Polydor nel 1974.
Il disco contiene 10 brani, 6 dei quali portano tra le firme quella di Andrea Lo Vecchio e 5 vedono il contributo di Roberto Vecchioni.
Sono presenti i brani contenuti nel singolo Anna da dimenticare/Il cuscino bianco, uscito l'anno prima.

## Tracce

### Lato A
1. Anna da dimenticare (musica: Renato Pareti - testo: Paolo Limiti - © 1972 by Ed. Warner Chappel Music Italiana)
2. Frangipane Antonino (musica: Pasquale Canzi / Mauro Paoluzzi - testo: Renato Pareti / Roberto Vecchioni - © 1972 by Ed. Warner Chappel Music Italiana)
3. Foto di scuola (musica: Renato Pareti - testo: Roberto Vecchioni - © 1972 by Ed. Warner Chappel Music Italiana)
4. Trighe contro trighe (musica: Renato Pareti - testo: Roberto Vecchioni - © 1972 by Ed. Warner Chappel Music Italiana)
5. Il mondo di papà [Just Another Sunday] (musica e testo: Jordan - testo italiano Pasquale Canzi / Mauro Paoluzzi / Roberto Vecchioni - © 1972 by Ed. Warner Chappel Music Italiana)

### Lato B
1. Favola '73 (musica: Pasquale Canzi / Mauro Paoluzzi - testo: Renato Pareti / Roberto Vecchioni - © 1972 by Ed. Warner Chappel Music Italiana)
2. Troppo bella per restare sola [Trop belle pour rester seule ] (musica e testo: Claude Carrère / Jean Schmitt - testo italiano: Roberto Vecchioni - © 19?? by Ed. Insieme)
3. Un bambino, un gabbiano, un delfino, la pioggia e il mattino (musica: MauroPaoluzzi - testo: Alberto Pasetti - © 1972 by Ed. Warner Chappel Music Italiana)
4. Il cuscino bianco (musica: Pasquale Canzi / MauroPaoluzzi - testo: Renato Pareti - © 1972 by Ed. Warner Chappel Music Italiana)
5. Giù buttati giù [Elle, je ne veux qu'elle] (musica: Daniel Vangarde - testo originale: Nelly Byl - testo italiano: Andrea Lo Vecchio - © 19?? by Ed. M.A.S.)